# Distrito de Plaisance (Haití)
El distrito de Plaisance (en francés arrondissement de Plaisance; y en criollo haitiano: awondisman Plezans) es una división administrativa haitiana, que está situada en el departamento de Norte.

## División territorial
Está formado por el reagrupamiento de dos comunas:
- Pilate
- Plaisance